# Grubenreihen von Thornborough

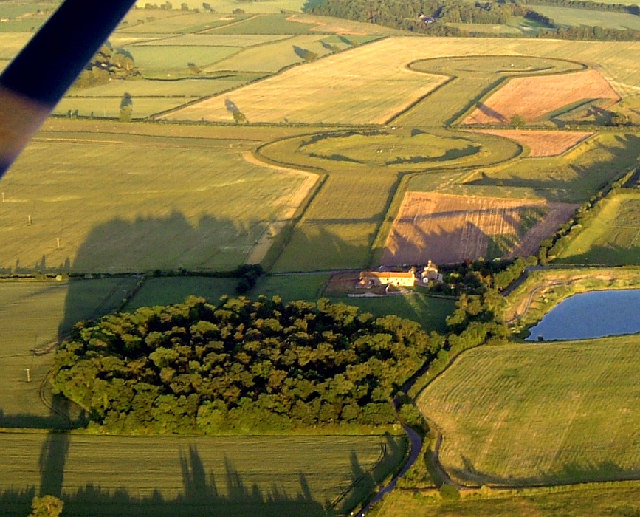
Die Grubenreihen von Thornborough stehen in Verbindung mit dem südlichen Kreis

Die Grubenreihen von Thornborough in North Yorkshire, in England gehören zu dem noch wenig untersuchten Phänomen Grubenreihen (englisch Pit Alignements), das mittels Luftbildinterpretation in den 1970er Jahren erkannt wurde.

## Beschreibung
Die auch in Deutschland unter dem Begriff Kultfeuer- oder Feuerstellenplätze und in Dänemark und Skandinavien (dänisch Kokegroper; schwedisch Kokgropar) vorkommenden Gruben zeigen in ihrer Morphologie eine große Vielfalt und können in England in Einzel- und Doppelgrubenreihen unterteilt werden, wobei letztere nur auf den Britischen Inseln vorkommen, allerdings auch dort nur wenig verbreitet sind. 
Einzelgrubenreihen spielten vermutlich eine wichtige Rolle während der Eisenzeit, während Doppelgrubenreihen älter zu sein scheinen, eher zeremoniellen Charakter haben, und eventuell eine ähnliche Funktion wie Cursus-Denkmäler hatten. 
Doppelgrubenreihen werden in der Regel der frühen Bronzezeit zugeschrieben und die Grabung in Thornborough bestätigt dies. Scherben von Kragenurnen (engl. Collared urns) und Deverel-Rimbury-Keramik wurden in zwei der Gruben gefunden. Auch die Radiokarbondaten stellen das Denkmal in das frühe 2. Jahrtausend v. Chr. 
Die Anwesenheit zweier Pit Alignements in Thornborough ist von großer Bedeutung. Die südliche der beiden Reihen ist die längste bisher bekannte Doppelgrubenreihe auf den Britischen Inseln. Zum Grabungsplatz Thornborough gehören des Weiteren ein Cursus, die drei Henges, einige Barrows und eine ovale Einfriedung. 

## Ausgrabungen
Die 1998 bis 1999 erfolgte Ausgrabung des Nordost-Südwest orientierten „Southern Double Pit Alignments“ stellt einen wichtigen Beitrag zur Erforschung der Denkmalkategorie dar. Entlang einer 350 m langen nahezu geraden Linie wurden 88 kontinuierlich verteilte Gruben erkannt und 48 davon freigelegt. Die Anlage war bezüglich der Grubengröße in vier Abschnitte aufzuteilen. Die Abschnitte entsprachen dem Wechsel der Topographie. Die Anwesenheit von Steinpackungen deutet nach Ansicht des Ausgräbers darauf hin, dass in vielen der Gruben ursprünglich Holzpfosten standen. Diese Deutung ließ sich bei kontinentalen Anlagen in keinem Fall belegen. Die Lücke in der Grubenreihe am Zugang des südlichen Henges lässt vermuten, dass das Denkmal Teil eines Prozessionsweges war, als die Henges in Funktion waren. Die Funktion der 18 Gräben am nördlichen Ende ist unklar, aber es scheint, dass sich hier die beiden Pfostenlinien verengten, während die Pfosten an Größe zunahmen, und an diesem Ende die Fassade des Prozessionsweges bildeten. Der Zustand und die Funktion des „Northern Double Pit Alignments“ ist mangels Grabung noch unbekannt.